# Gai Visel·li Varró (cònsol sufecte)
Gai Visel·li Varró (en llatí Caius Visellius C. F. C. N. Varró) va ser un magistrat romà del segle i. Era probablement fill de Gai Visel·li Varró edil curul.
Va ser nomenat cònsol sufecte l'any 12 segons apareix als Fasti Capitolini. L'any 21 Tàcit menciona un Visel·li Varró com a legat a la Germània Inferior, que cal suposar era el mateix personatge.